# Rio Bahna (Jijia)
O Rio Bahna é um rio da Romênia afluente do rio Buhai, localizado no distrito de Botoşani.